# Dictyographa
Dictyographa is een geslacht van schimmels in de familie Opegraphaceae. De typesoort is Dictyographa arabica.

## Soorten
Volgens Index Fungorum bevat het geslacht zeven soorten (peildatum december 2021):
| Soortnaam                    | Auteur(s)               | Publicatiejaar |
| ---------------------------- | ----------------------- | -------------- |
| Dictyographa angolensis      | (Vain.) Zahlbr.         | 1923           |
| Dictyographa arabica         | Müll. Arg.              | 1893           |
| Dictyographa cinerea         | Müll. Arg.              | 1894           |
| Dictyographa contortuplicata | Müll. Arg.              | 1894           |
| Dictyographa psyllocarpa     | (Leight.) Redinger      | 1940           |
| Dictyographa sandwicensis    | Zahlbr.                 | 1944           |
| Dictyographa varians         | (Müll. Arg.) Müll. Arg. | 1893           |